# 日の丸自動車 (岐阜県)
日の丸自動車（ひのまるじどうしゃ）は、岐阜県岐阜市に本社を置く、タクシー・ハイヤー・貸切観光バス・介護タクシーなどを経営する会社である。岐阜県のタクシー会社としては最も古く、岐阜県のタクシー業界に力を持つという。
岐阜市を中心に、羽島市、各務原市、羽島郡などの岐阜地区を事業区域とする。
なお、日の丸自動車グループ（東京都）、日ノ丸自動車（鳥取県）、北海道帯広市の北海道交運グループの日の丸交通（北海道帯広市）、北港梅田グループの日の丸交通（静岡県）とは全くの無関係である。

## 概要

### 本社所在地
- 岐阜市市ノ坪町2-20

### 営業所
- 東（岐阜市市ノ坪町）
- 各務原営業所（各務原市蘇原中央町）
- 笠松（羽島郡笠松町美笠通）

### おもな専用のりば
- 岐阜駅前（岐阜市吉野町）※直通電話あり
- 千手堂（岐阜市真砂町）※直通電話あり
- 若宮町（岐阜市若宮町）※直通電話あり
- 長良橋（岐阜市上材木町）
- 岐大前（岐阜市折立北浦）
- 今沢町（岐阜市今沢町 岐阜市役所）
- 加納朝日町（岐阜市加納朝日町）
- 早徳病院（岐阜市宇佐南）
- 岐阜聖徳学園大学羽島キャンパス（岐阜市柳津町高桑）
- 岐阜聖徳学園大学岐阜キャンパス（岐阜市中鶉）
- 那加車庫（各務原市那加西野町）
- 笠松本町（羽島郡笠松町上本町）
- 竹鼻（羽島市竹鼻町）

## 沿革
- 1928年（昭和3年）：川上徳三郎が川徳木材店の自動車部門（タクシー業）として川徳自動車商会創業。
- 1937年（昭和12年）：日の丸自動車として株式会社化。
- 1940年（昭和15年）：戦時企業統合に関連し、当時の岐阜市内のタクシー会社を全て買収。
- 1957年（昭和32年）：修理部門を日の丸興業㈱として分離独立。
- 1962年（昭和37年）：燃料部門を日の丸石油㈱として分離独立。
- 1997年（平成9年）：一般貸切旅客自動車運送事業免許取得。
- 2007年（平成19年）：観光部門「日の丸観光」を第二種旅行業に登録。
- 2008年（平成20年）：高富タクシー㈲をグループ化。
- 2019年（令和元年）：運転代行事業「清流代行」開始。
- 2020年（令和2年）：配車アプリ「Go」導入。
- 2021年（令和3年）：外食事業開始。
- 2023年（令和5年）：おもてなし規格認証取得。